# Cementerio Militar de Powązki

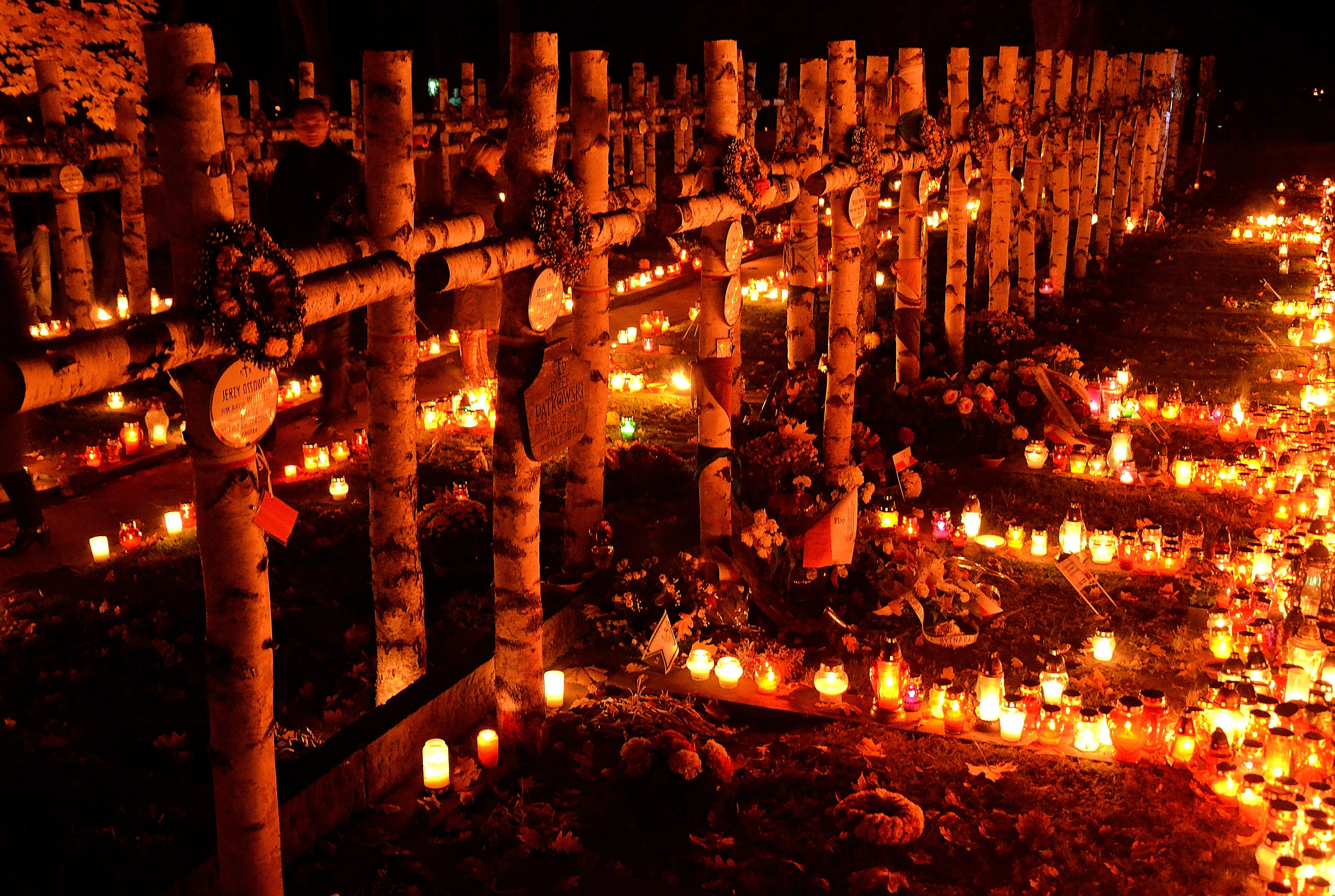

El Cementerio Militar de Powązki (en polaco: Cmentarz Wojskowy na Powązkach) fue fundado en 1912. Situado en la calle Powązkowska número 43/45, en la parte noroeste de la ciudad, contiene las tumbas de muchos ciudadanos famosos. Tiene grandes secciones con las tumbas y monumentas de los soldados que fallecieron durante Levantamiento de Noviembre, Levantamiento de Enero, Sublevación de Gran Polonia (1918–1919), Levantamientos en Alta Silesia, Invasión alemana de Polonia de 1939 y Alzamiento de Varsovia.

## Gente notable
Existen tumbas y lápidas de gente notable en este cementerio:
| - Jan Brzechwa - Adolf Dymsza - Stanisław Grochowiak - Ryszard Kapuściński - Xawery Dunikowski - Bernard Ładysz | - Zofia Nałkowska - Bronisław Geremek - Leszek Kołakowski - Ryszard Kukliński - Jacek Kuroń - Marian Rejewski - Władysław Szpilman |